# SMS Schlesien
SMS Schlesien byl predreadnought, který byl jednou z pěti postavených lodí německé třídy Deutschland. Loď pro Kaiserliche Marine postavila v letech 1905–1908 gdaňská loděnice Schichau-Werke. Byla nasazena v první světové válce a například se účastnila bitvy u Jutska. Válku přečkala, po ní byla ve stavu výmarské Reichsmarine a od roku 1935 Kriegsmarine. Schlesien čekalo omezené nasazení v druhé světové válce, v jejímž samém závěru loď najela na minu a byla proto 4. května 1945 zničena, aby nepadla do rukou nepřítele.
Schlesien byl pojmenován podle pruského Slezska. Jeho sesterské lodě byly SMS Deutschland, SMS Hannover, SMS Pommern a SMS Schleswig-Holstein.

## Konstrukce
Hlavní výzbroj tvořily čtyři 280mm kanóny ve dvoudělových věžích – věže stály klasicky před a za nástavbou. Doplňovalo je čtrnáct 170mm kanónů sekundární ráže, umístěných v kasematech a dvacet dva 88mm kanónů. Torpédovou výzbroj tvořilo šest hlavní ráže 450 mm.

## Služba

### Kaiserliche Marine

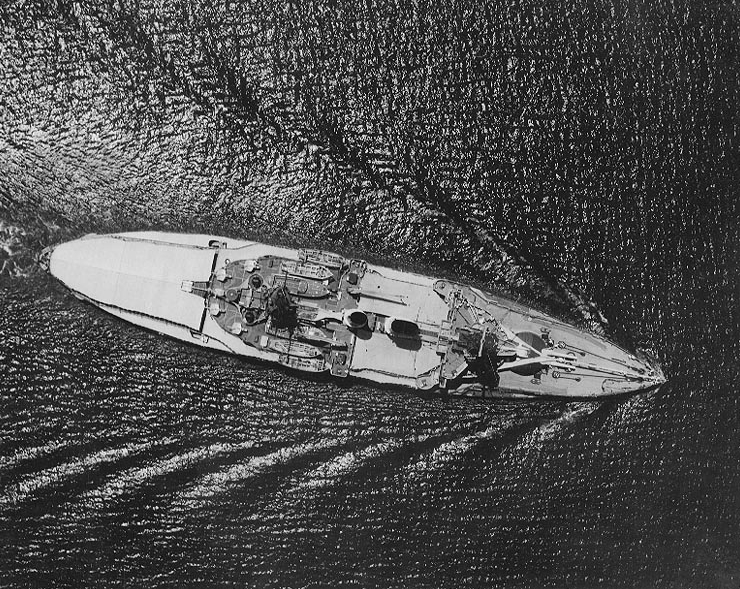
Pohled shora

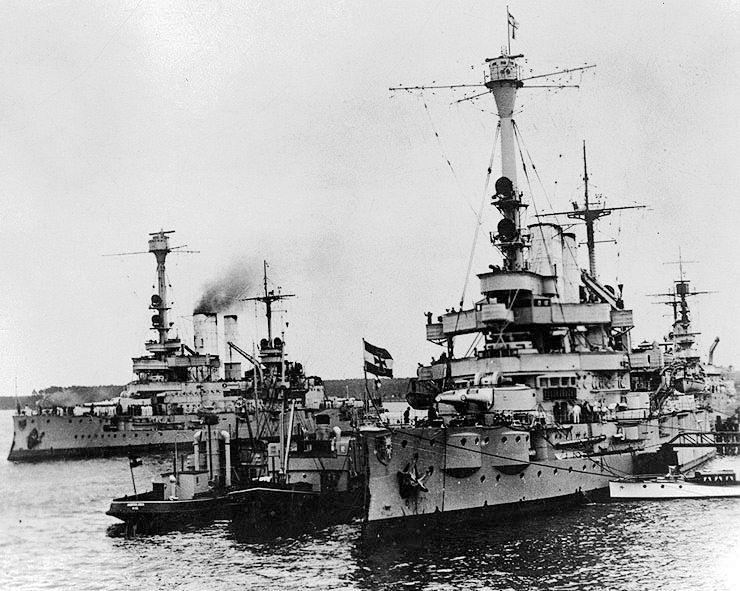
Schlesien a Schleswig-Holstein okolo roku 1930

Stavba Linienschiff R byla objednána 11. června 1904 v loděnici Schichau-Werke v Gdaňsku. Pokřtěna na Schlesien a spuštěna na vodu byla 28. května 1906 za přítomnosti císaře. V březnu roku 1908 byla dokončena v Kielu a 5. května 1908 byla loď přijata do služby u Kaiserliche Marine. Od počátku první světové války byl Schlesien ve stavu Širokomořského loďstva, konkrétně 2. eskadry viceadmirála Reinharda Scheera. Nejdůležitějším nasazením lodi během celé války byla její účast v bitvě u Jutska v roce 1916. Od roku 1917 byla jako zastaralá převedena k pomocným úkolům.

### Reichsmarine
Po prohrané válce byl Schlesien jedním ze šesti predreadnoughtů, které bylo Výmarské republice povoleno vlastnit po podpisu Versailleské smlouvy. Loď patřila, přes svou zastaralost, k největším jednotkám slabého a nepočetné Reichsmarine. Schlesien sloužila jako školní loď – tedy bez hlavní výzbroje. V roce 1926 byla modernizována a znovu ozbrojena. Schlesien poté 1. března 1927 nahradila v prvoliniové službě svou sesterskou loď SMS Hannover. K výcviku byla loď opět převedena až v polovině 30. let.

### Kriegsmarine
V druhé polovině 30. let podnikla Schlesien propagační plavbu do Ameriky. V letech 1938/1939 byly staré uhlí spalující kotle nahrazeny za nové na topný olej.
V roce 1939 se loď účastnila invaze do Polska – spolu se sesterskou lodí Schleswig-Holstein se účastnila bitvy o Hel. V roce 1940 se zúčastnila obsazení Dánska v rámci operace Weserübung. Jinak byla během druhé světové války loď používána převážně k pomocným úkolům. S postupem Rudé armády do nitra Třetí říše byla používána rovněž pro ostřelování pozemních cílů. V březnu 1945 ostřelovala sovětské jednotky v okolí města Gdaňsk.
Ve 3:01 dne 3. května 1945 najel Schlesien poblíž Swinemünde na minu. Potopení lodi se podařilo zabránit jen za cenu jejího usazení na mělčinu. Následující den byla loď poškozena leteckým útokem a následně vyhozena do vzduchu, aby nepadla do rukou postupujících Sovětů. V letech 1949–1956 byl vrak částečně sešrotován.